# Halterner Stausee
Der Halterner Stausee (offiziell: Stevertalsperre Haltern oder Talsperre Haltern) ist eine Talsperre bei Haltern am See. Er wurde von 1927 bis 1930 erbaut, fasst 20,5 Millionen Kubikmeter Wasser und gehört der Gelsenwasser AG. Gestaut werden die Stever und der Halterner Mühlenbach.
Die Länge des Staudamms beträgt 1300 Meter, die Höhe 8,9 Meter. Das Überlaufbauwerk ist ein 130 Meter langes Wehr. Ursprünglich war der Stausee mit vier Millionen Kubikmetern Inhalt viel kleiner; er wurde bis 1972 auf 20,5 Millionen Kubikmeter erweitert. Der Stausee besteht aus zwei Teilbecken, dem Nord- und dem Südbecken. Im Nordbecken gibt es eine Insel mit einer Größe von ca. 30 Hektar.
In der Nähe, etwa zwei Kilometer oberhalb am Fluss Stever, befindet sich die Talsperre Hullern.  
Die Talsperre ist eine Trinkwassertalsperre und versorgt durch das Wasserwerk Haltern mehr als eine Million Menschen im Bereich des westlichen Münsterlandes sowie des nördlichen Ruhrgebietes mit Trinkwasser. Das Wasser wird aber nicht direkt, sondern als versickertes und gefiltertes Grundwasser entnommen. Deshalb sind Freizeitaktivitäten auf dem Stausee erlaubt. Von Spaziergängern und Joggern viel genutzt ist der 8,3 Kilometer lange Rundweg um den See.

## Freizeitmöglichkeiten
Wassersport ist lediglich im Nordbecken erlaubt. Neben dem Seebad Haltern mit einem 800 Meter langen Sandstrand für Badegäste ist auch das Segeln möglich. Es gibt dort mehrere Segelvereine. Surfen ist auf dem See nicht mehr gestattet, dies darf jedoch auf dem Silbersee II betrieben werden. Dort ist auch die Surfabteilung des TuS Haltern beheimatet. Mit einem Ausflugsschiff namens Möwe finden Fahrten über den See statt. Bootsverleihe für Tret- und Ruderboote existieren am See selbst und etwas oberhalb des Steverwehrs, das Ruderboote jedoch mithilfe einer Rampe überwinden können. Im unmittelbaren Umkreis des Halterner Stausees sind diverse Campingplätze und Gastronomiebetriebe zu finden.
Motorbetriebene Boote dürfen auf dem Halterner Stausee nicht gefahren werden. Ausnahmen sind das erwähnte Fahrgastschiff Möwe, Boote des Betreibers Gelsenwasser AG sowie die Motorboote der DLRG.

## Bilder

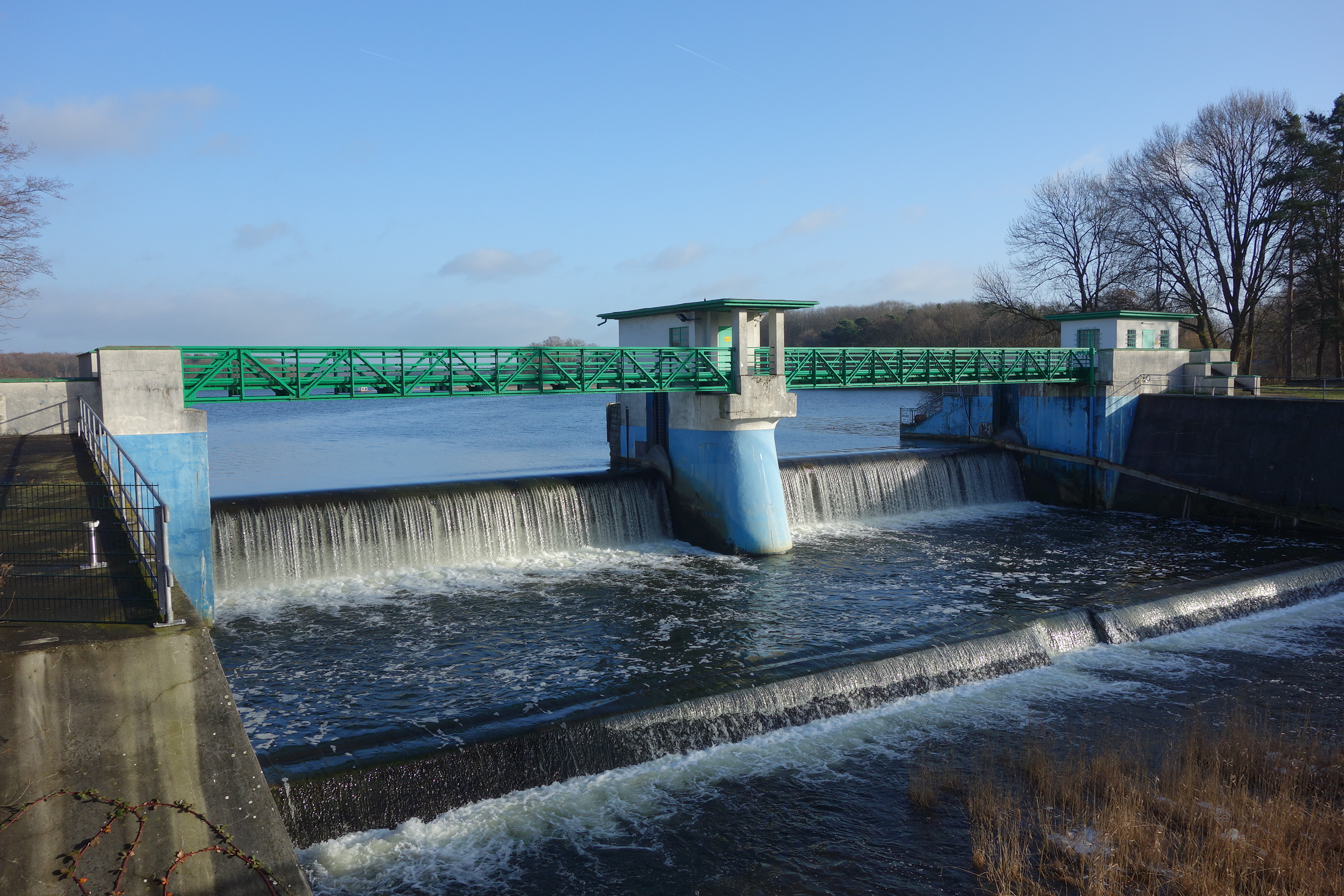
Stauwehr am Abfluss
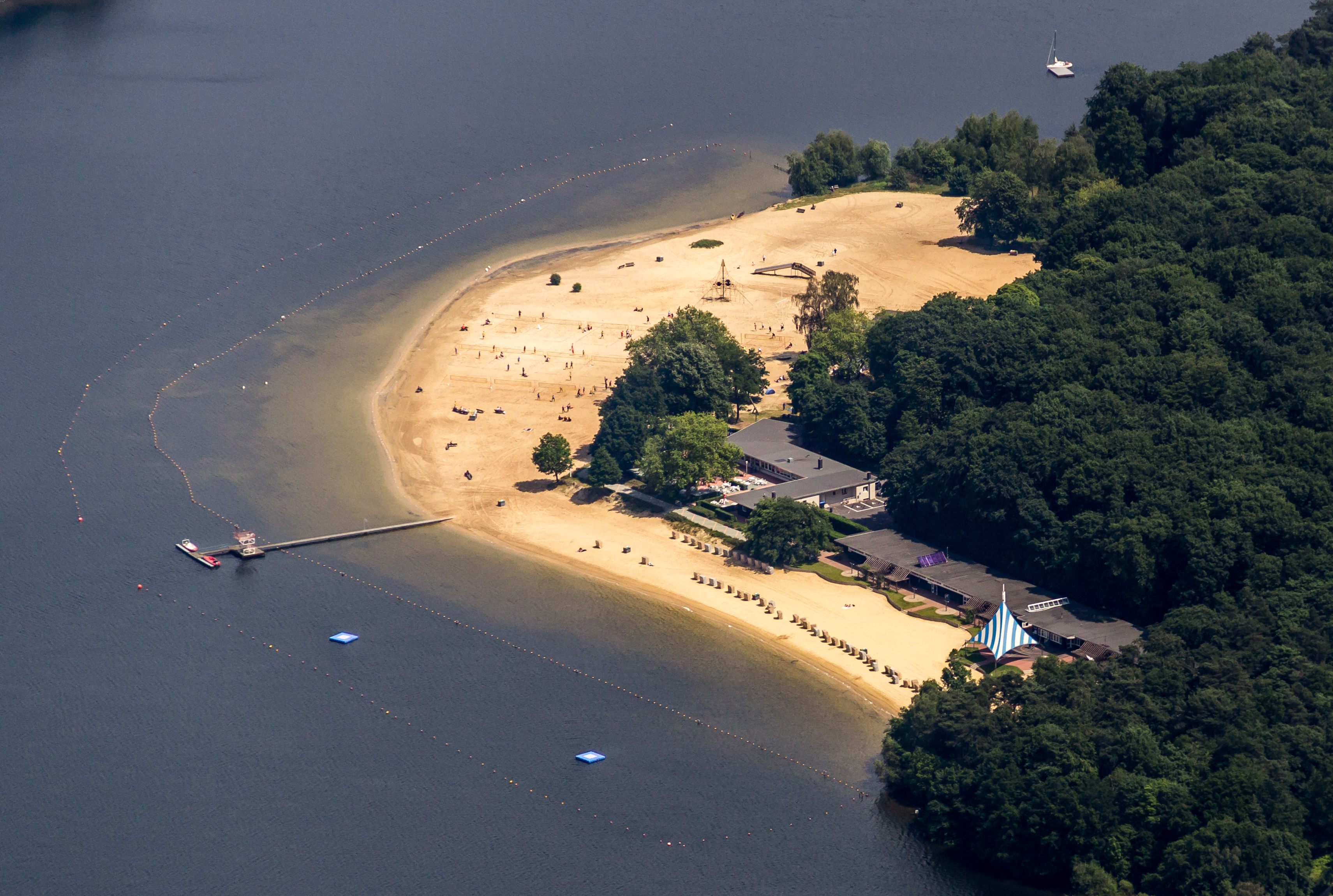
Strandbad (Luftbild, 2014)
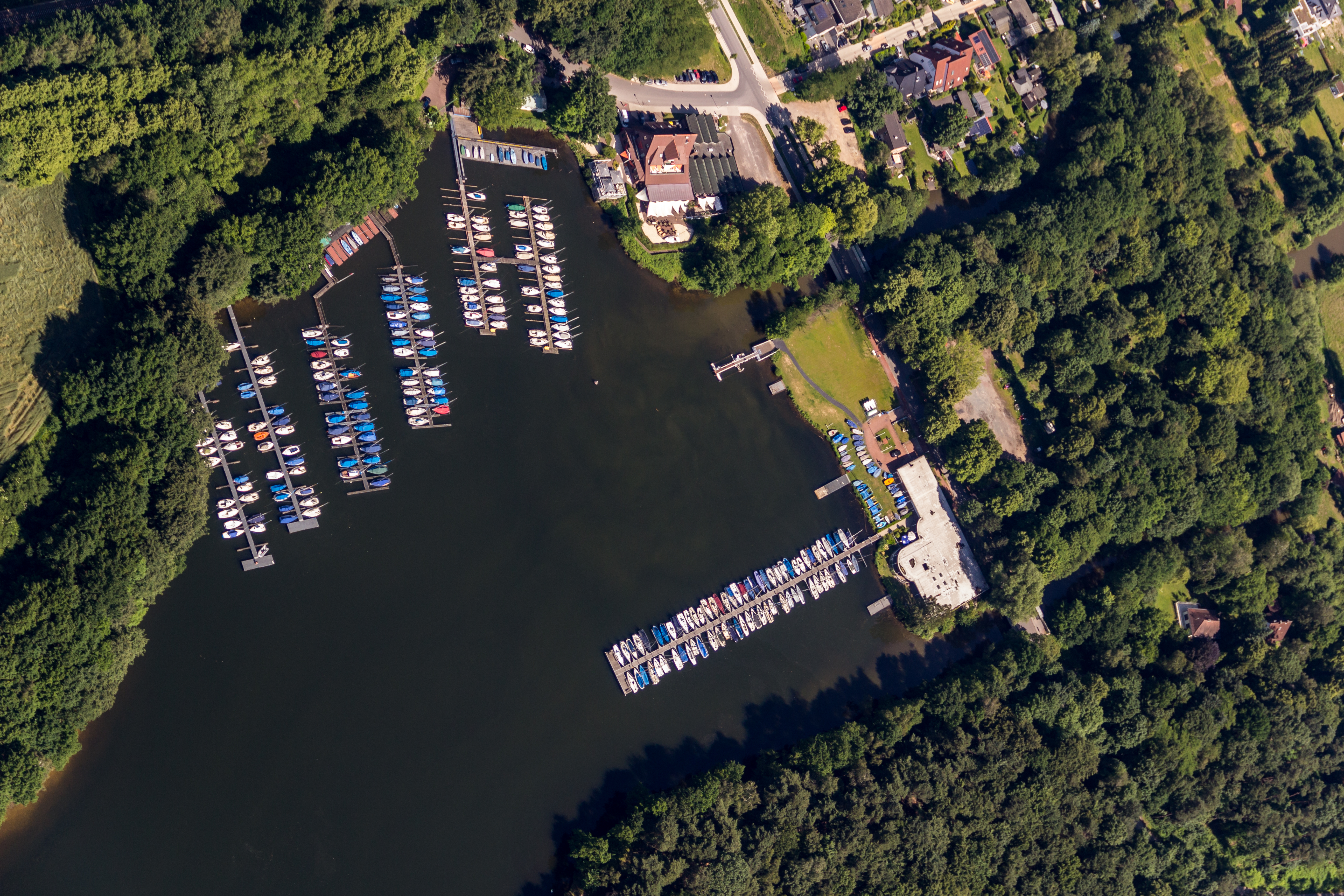
Stadtmühlenbucht (Luftbild, 2014)
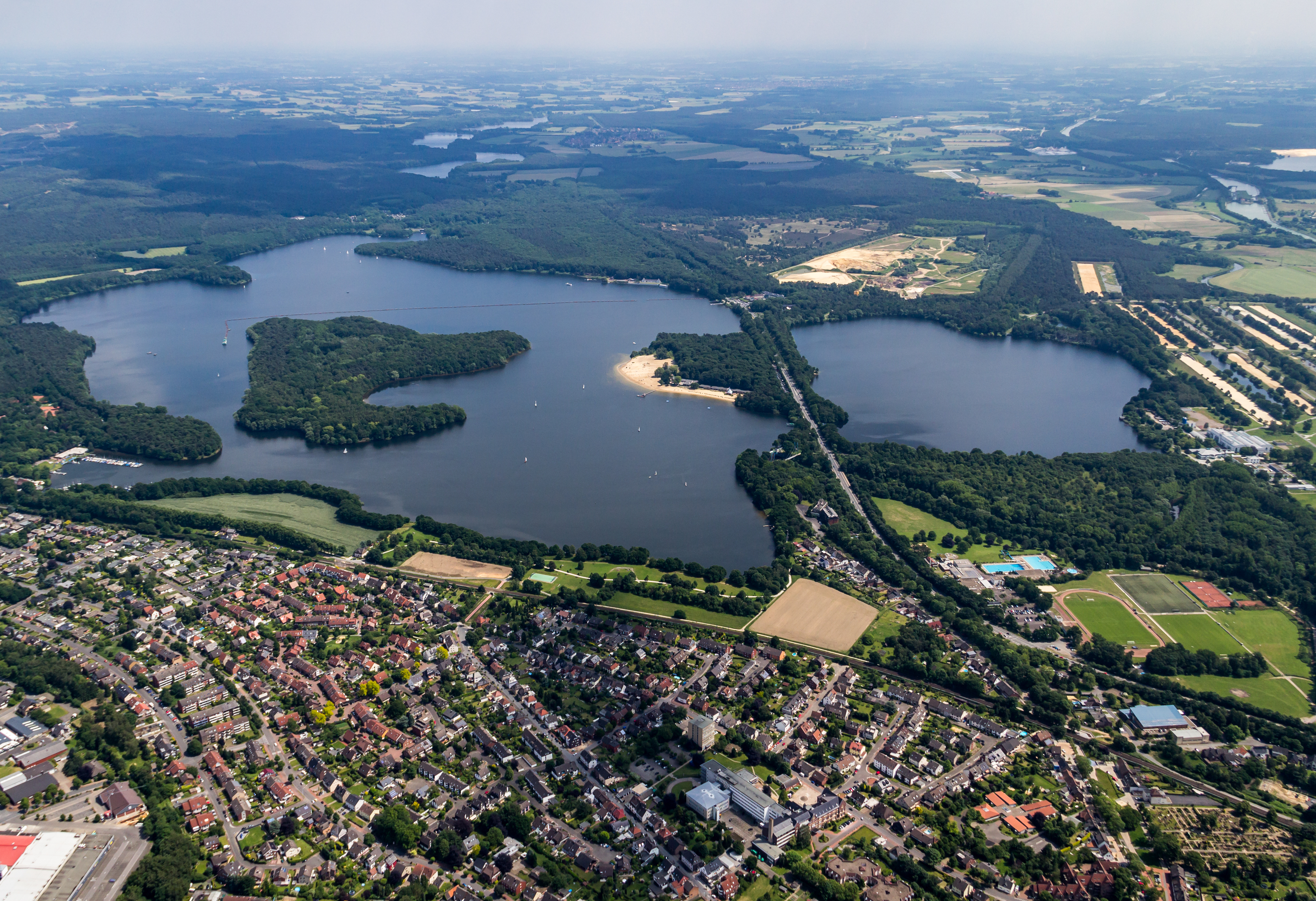
Stausee (Luftbild, 2014)